# Helconidea extremiorientalis
Helconidea extremiorientalis är en stekelart som beskrevs av Sergey A. Belokobylskij och Vladimir Ivanovich Tobias 1989. Helconidea extremiorientalis ingår i släktet Helconidea och familjen bracksteklar. Inga underarter finns listade i Catalogue of Life.